# ستيف جيلمور
ستيف جيلمور (بالإنجليزية: Steve Gilmore)‏ هو عازف الباس المزدوج وموسيقي أمريكي، ولد في 21 يناير 1943 في ترنتون في الولايات المتحدة.

## وصلات خارجية
- ستيف جيلمور على موقع ميوزك برينز (الإنجليزية)
- ستيف جيلمور على موقع أول ميوزيك (الإنجليزية)
- ستيف جيلمور على موقع ديسكوغز (الإنجليزية)